# Il nibbio
Il nibbio è un film del 2025 diretto da Alessandro Tonda basato sulla vita di Nicola Calipari.

## Trama
Il film segue i 28 giorni precedenti ai tragici avvenimenti del 4 marzo 2005 quando l'alto dirigente del SISMI, Nicola Calipari sacrificò la propria vita per salvare la vita della giornalista de Il manifesto Giuliana Sgrena.

## Produzione
Diretto da Alessandro Tonda, il film si basa sulla vita del poliziotto, funzionario e agente segreto italiano Nicola Calipari, sul soggetto scritto da Davide Cosco, Sandro Petraglia e Lorenzo Bagnatori.
Il film è stato girato a Roma e in alcune località del Marocco dal 29 maggio 2024 per sette settimane.

## Promozione
Il trailer ufficiale del film è stato reso disponibile il 25 novembre 2024., in concomitanza al ventennale dalla morte di Calipari. Un secondo trailer è stato pubblicato il 16 gennaio 2025.

## Distribuzione
Il film è stato distribuito nelle sale cinematografiche italiane a partire dal 6 marzo 2025.

## Accoglienza

### Incassi
Il film ha incassato 1052655 €.

### Critica
Il film è stato accolto con recensioni perlopiù favorevoli da parte della critica cinematografica, che ne ha apprezzato regia e sceneggiatura, oltre che la scelta del cast attoriale, con particolare attenzione alla capacità interpretativa di Santamaria e Bergamasco.
Eugenio Grenna di Sentieri selvaggi afferma che il film si imposta sul «realismo crudo degli accadimenti» sebbene si sposti nel corso del film «verso lo spy movie», trovando la scelta «la chiave linguistica e stilistica, più efficace e potente per la riuscita del film», trovandovi riferimenti a Kathryn Bigelow e Paul Greengrass. Anche Carola Proto di Comingsoon.it apprezza «l'utilizzo del linguaggio narrativo proprio di uno spy/thriller, nel quale la tensione e il ritmo incalzante, nonché la recitazione degli attori, arrivano a ribaltare la percezione dell'inaspettato». Sylvia Bartyan di Ciak definisce il film strutturalmente «classico» apprezzando la tecnica di ripresa «piuttosto televisiva, lo spettatore è coinvolto da vicino sia nelle scene d’azione, sia nel contesto familiare, [...] trasmette con forza ed empatia la propria umanità dai primi fotogrammi sino al drammatico epilogo».
Sebbene in generale giudichi positivamente il film, Paola Casella di MYmovies.it sottolinea che «quel che avrebbe potuto elevare maggiormente Il Nibbio è un maggiore spessore storico-politico» trovando di aver perso l'occasione di aver portato «una metafora del mondo in cui viviamo e delle tensioni che lo attraversano». Similmente Giulia Lucchini, scrivendo per il Cinematografo, si sofferma sul fatto che la regia «evita le ideologie, volutamente non si imbarca nel contesto geopolitico e nella politica, preferisce virare e sconfinare nella dimensione privata dell’uomo», apprezzandone tuttavia «il ritratto sincero, non retorico e artefatto» del protagonista.

## Riconoscimenti
- 2025 – Nastro d'argento
  - Nastro della legalità[18]
  - Candidatura al migliore attore protagonista a Claudio Santamaria
- 2025 – Globo d'oro[19]
  - Miglior film
  - Miglior attore a Claudio Santamaria
  - Candidatura alla miglior attrice a Sonia Bergamasco